# مسجد مغاک کورپه
مسجد مغاک کورپه یک مسجد تاریخی در شهر بخارای ازبکستان است که در سال ۱۶۳۷ ساخته شد. این مسجد در میانهٔ تاریخی بخارا پیرامون ۲۵۰ متری جنوب باختری پای کلان و ۱۰ متری باختر گنبد بازرگانی طاق تلپک‌فروشان جای دارد. این مسجد بخشی از میراث جهانی یونسکو با نام میانهٔ تاریخی بخارا است.

## معماری
مسجد مغاک کورپه دارای پلان مستطیل شکل به اندازه ۱۵ × ۲۴ متر مربع است. دارای دو طبقه است که طبقه زیرین آن، پایین یک پلکان است و تقریباً به طور کامل زیر سطح زمین است. از این رو نام مسجد را نیز «مغاک» به معنای «گودال» یا «پستی» می‌گذارد. یکی دیگر از مسجدهای «در  پستی» مسجد مغاک عطاری است که پیرامون ۱۵۰ متری جنوب خاوری مسجد مغاک کورپه جای دارد.

## بن‌مایه
- همکاری‌کنندگان ویکی‌پدیا، «Magok-i-Kurpa Mosque»، ویکی‌پدیای انگلیسی، دانشنامهٔ آزاد (بازیابی ۰۶ دی ۱۴۰۰)

1. ↑  در فارسی مغاک منسوب است به مَغ که به معنی ژرفا است و واژه ٔ «اک» برای نسبت است. و معنی کلی‌اش نزدیک به «زمین فرورفته» است.